# Atlético SC Reguengos
Der Atlético SC Reguengos ist ein Sportverein in der portugiesischen Stadt Reguengos de Monsaraz (Distrikt Évora). Er wurde am 10. Mai 1929 gegründet.

## Fußball
Der Klub stieg 2009 erstmals in seiner Vereinsgeschichte in die II Divisão auf (heute Campeonato Nacional de Seniores, der dritten Liga). Inzwischen spielt er in der höchsten Spielklasse (Divisão de Elite) des Distriktverbandes um den Wiederaufstieg in die unterste landesweite Spielklasse, der dritten Liga (Campeonato Nacional de Seniores).(Stand: Saison 2013/14)
Seine Heimspiele trägt der Verein auf dem 1.000 Plätze bietenden Campo Virgilio Durão aus.

## Weitere Sportarten
Die 1975 geschaffene Basketballabteilung konnte einige Distriktmeisterschaften gewinnen.
Neben Fußball und Basketball als bedeutendste Sportarten im Verein, betreibt der Atlético SC noch Radsport, darunter Radwandern und Mountainbikefahren.